# Lenguas duho
Las lenguas duho o hoti-sáliba-ticuna-yurí de América del Sur forman una familia lingüística propuesta recientemente, que une conjetura que existe una relación filogenética entre dos familias lingüísticas previamente identificadas, la familia hodi-salibana y la familia ticuna-yurí. La nueva superfamilia fue propuesta por Marcelo Jolkesky (2016), basándose en propuesta suya anterior (ahora parcialmente descartada por él mismo, que incluía a las lenguas andoque-urequena).
Zamponi (2017) concluye que las similitudes entre las lenguas salibanas y el hodɨ parecen deberse al contacto, pero ve que una relación genealógica distante entre las lenguas betoi y las salibanas es plausible, aunque no puede darse por demostrada y se requiriría más trabajo para confirmarla o desconfirmala. Zamponi no se pronuncia sobre le parentesco con el ticuna-yurí.

## Prehistoria y contactos lingüísticos
Jolkesky (2016) sugiere que la región orginaria para el proto-duho sería la  serranía de Chiribiquete.: 590  Además el mismo autor señala que existen similitudes léxicas con lenguas chibchenses debido al contacto lingüístico, lo que puede apuntar a la presencia más temprana de hablantes chibchanos en la cuenca del Orinoco.: 325 

## Clasificación
Clasificación interna de la familia lingüística duho por Jolkesky (2016):
Lenguas duho
- Subfamilia Tikuna-Yurí
  - Karabayo
  - Tikuna
  - Yurí †
- Subfamilia hoti-salibana
  - Hoti
  - Salibano-Betoi
    - Betoi †
    - Sáliba-Piaroa
      - Sáliba
      - Piaroa-Mako
        - Ature †
        - Maco
        - Piaroa

## Descripción lingüística

### Pronombres
Las lenguas duho de Jolkesky tienen formas compartidas en *ʧ para "yo", *kʷ para "tú" y *t para "nosotros", que se encuentran en todas las lenguas.
| idioma | 'yo'  | 'tú'         | 'él'        | 'ella'    | 'nosotros'    | 'ellos' |
| ------ | ----- | ------------ | ----------- | --------- | ------------- | ------- |
| Ticuna | ʧò-   | ku-          | dĩ-         | ɡĩ- /i-   | tò-           | ta-́     |
| Yurí   | tshuu | wikú         | di          | -         | too           | -       |
| Sáliba | ʧ-    | ũku, kʷ-     | Ø-, i-, -di | x-, -x    | t-            | h-      |
| Piaroa | ʧ(u)- | (u)ku, kʷ-   | Ø-, -de     | hʷ-, -h   | t(u)-         | tʰ(a)-  |
| Wirö   | ʧ(V)- | ɯkʷɯ, kʷ(V)- | Ø-          | h(V)-, -h | d(V)-, -dɯtʰɯ | tʰ(V)-  |
| Hoti   | ʰtæ   | ʰkæ          | dæ          | -         | ʰtai          | hai     |
| Betoi  | r(u)- | uhu, h(u)-   | Ø-, -ri     | Ø-        | r-, -nuto     | ?       |

### Numerales
Los numerales en diferentes lenguas duho son:
| GLOSA | Ticuna[6] | Hoti[7]         | Betoi[8]           | PROTO- SAL.-PIAR.                    |
| ----- | --------- | --------------- | ------------------ | ------------------------------------ |
| '1'   | wíà       | hodea, ñahodea  | edojojoi           | *-te (anim) *hi-/ɟo-/ɟe-CL-te (inan) |
| '2'   | tàré      | hwekyadï        | edoi               | *toxu- (anim) *to-CL- (inan)         |
| '3'   | tòbã́épɯ   | abahlëdë ae     | ibutú              | *wam-CL-kʷæ                          |
| '4'   | ãgɯ́bãkɯ   | ñaabahlëka      | 3+1                | *pahakʷV-                            |
| '5'   | gúù-bẽ̀-pɯ | hodea mo hwahwa | rumucoso 'mi mano' | *himɨte (hawa)                       |
| '6'   |           |                 |                    |                                      |
| '7'   |           |                 |                    |                                      |
| '8'   |           |                 |                    |                                      |
| '9'   |           |                 |                    |                                      |
| '10'  |           | mo hwëya bëkya  |                    |                                      |

## Lexicón
Varias palabras básicas de las lenguas Duho parecen estar relacionadas. Se dan los siguientes ejemplos, con otros paralelos en sapé: